# Markov potok (přítok Ostrého potoka)
Markov potok je potok na jihu východního Slovenska, v jihovýchodní části okresu Košice-okolí. Je to pravostranný přítok Ostrého potoka, má délku 2,2 km a je tokem VII. řádu.

## Pramen
Pramení v Slanských vrších, v podcelku Milič, na severním svahu Skaly (Garaboša; 608 m n. m.) v nadmořské výšce přibližně 465 m n. m.

## Popis toku
Potok teče víceméně severovýchodním směrem a nepřibírá žádné přítoky. Na styku geomorfologických celků Slanské vrchy a Východoslovenská pahorkatina, jižně od obce Kalša, ústí v nadmořské výšce 266,9 m n. m. do Ostrého potoka.